# Танюшевка
Танюшевка (укр. Танюшівка) — село, относится к Новопсковскому району Луганской области Украины.

## Географическое положение
Расположена на берегах реки Айдара, в 30 км от районного центра, в 28 км от железнодорожной станции Солидарный на линии Валуйки — Кондрашевская.

## История
Танюшевка основана в 1725 году.
Слобода являлась центром Танюшевской волости Старобельского уезда Харьковской губернии Российской империи.
Советская власть установлена в январе 1918 года.
В ходе Великой Отечественной войны в 1941—1943 гг. селение было оккупировано немецкими войсками. В рядах Красной Армии сражались 279 выходцев из села, из них погибли 187 человек. Орденами и медалями награждены 168 фронтовиков. Двум уроженцам села — П. Ф. Виннику (посмертно) и С. Я. Нехаенко за отвагу и мужество, проявленные в годы войны, присвоено высокое звание Героя Советского Союза. В селе установлен памятник советским воинам, павшим в боях в годы Великой Отечественной войны.
Центр сельского Совета, которому подчинены села Березовка, Константиновка, Пелагеевка, Синельниково и Сосновка.
Танюшевскую среднюю школу посещают до 340 учеников. В 1972 году построен дом культуры со зрительным залом на 350 мест. В селе есть библиотека с книжным фондом 8,2 тыс. томов, расположенная в здании дома культуры. Работают фельдшерско-акушерский пункт, четыре магазина.
Население по переписи 2001 года составляло 821 человек.
В 2013 году на пожертвования местных жителей была открыта сельская церковь.

## Факты
- Недалеко находится граница с Россией, КПП Танюшевка.

## Известные люди
В селе родились:
- Винник, Пётр Фёдорович — Герой Советского Союза. В его честь названа одна из улиц Танюшевки.
- Нехаенко, Степан Яковлевич — Герой Советского Союза.
- Раздымаха, Георгий Семёнович — украинский астроном, педагог.
- Ермолаева, Нина Мироновна(до замужества Бондаренко) — заслуженный учитель УССР, педагог.